# Omphalogramma delavayi
Omphalogramma delavayi är en viveväxtart som först beskrevs av Adrien René Franchet, och fick sitt nu gällande namn av Adrien René Franchet. Omphalogramma delavayi ingår i släktet Omphalogramma och familjen viveväxter. Inga underarter finns listade i Catalogue of Life.